# Nakba
A Nakba (arabul: النَّكْبَة, latin betűs átírással: an-Nakba, szó szerint 'a katasztrófa') a palesztinok etnikai tisztogatása, amely erőszakos kitelepítésükkel és földjük, tulajdonuk és javaik elkobzásával, társadalmuk lerombolásával, valamint kultúrájuk, identitásuk, politikai jogaik és nemzeti törekvéseik elnyomásával járt együtt. A kifejezés az 1948-as palesztin háború eseményeire utal, amely a britek által uralt Palesztinában zajlott. Tágabb értelemben a Nakba a palesztinok Izrael általi napjainkban is tartó üldöztetését és kitelepítését is jelenti. Egészében véve a Nakba magába foglalja a palesztin társadalom széttöredezését és a visszatérés jogának hosszú ideje tartó megtagadását a palesztin menekültek és leszármazottaik számára.
1948-ban, a Nakba első, meghatározó eseménye során cionista félkatonai erők Palesztina túlnyomórészt arab lakosságának mintegy felét, azaz mintegy 750 000 embert űztek el otthonából, vagy kényszerítettek menekülésre erőszakos eszközökkel. Izrael állam megalakulása után annak katonasága folytatta a palesztinok erőszakos elüldözését. Mészárlások tucatjai irányultak a palesztinai arabok ellen, és több mint 500, többségében arabok lakta várost, falut és városi negyedet néptelenítettek el. Sok települést vagy teljesen leromboltak, vagy zsidókkal népesítettek újra, új héber neveket adva nekik. Izrael biológiai hadviselést is alkalmazott a palesztinok ellen falusi kutak megmérgezésével. A háború végére a korábbi palesztinai Brit Mandátum teljes területének 78%-a Izrael ellenőrzése alá került.
A palesztin nemzeti narratíva a Nakbát kollektív traumának tekinti, amely meghatározza nemzeti identitásukat és politikai törekvéseiket. Az izraeli nemzeti narratíva a Nakbát az Izrael államiságát és szuverenitását megalapozó függetlenségi háború részének tekinti. Az izraeli állam tagadja az elkövetett kegyetlenségeket és azt állítja, hogy az elűzött palesztinok közül sokan önként távoztak, vagy hogy elűzésük szükséges és elkerülhetetlen volt. A Nakba tagadása az 1970-es évek óta egyre vitatottabb az izraeli társadalomban, különösen az úgynevezett "új történészek" által, bár a hivatalos narratíva nem változott.
A palesztinok május 15-én tartják a háborús eseményekről megemlékező Nakba-napot, egy nappal az izraeli függetlenség napja után. 1967-ben, a hatnapos háborút követően palesztin kivándorlások újabb sora történt, melyre a Naksa (szó szerint „visszaesés”) kifejezést használják, és június 5-én emlékeznek meg róla. A Nakba nagy hatással volt a palesztin kultúrára, és a palesztin nemzeti identitás egyik alapvető szimbóluma.

## Az Oszmán Birodalom és a brit mandátum időszaka (1948 előtt)

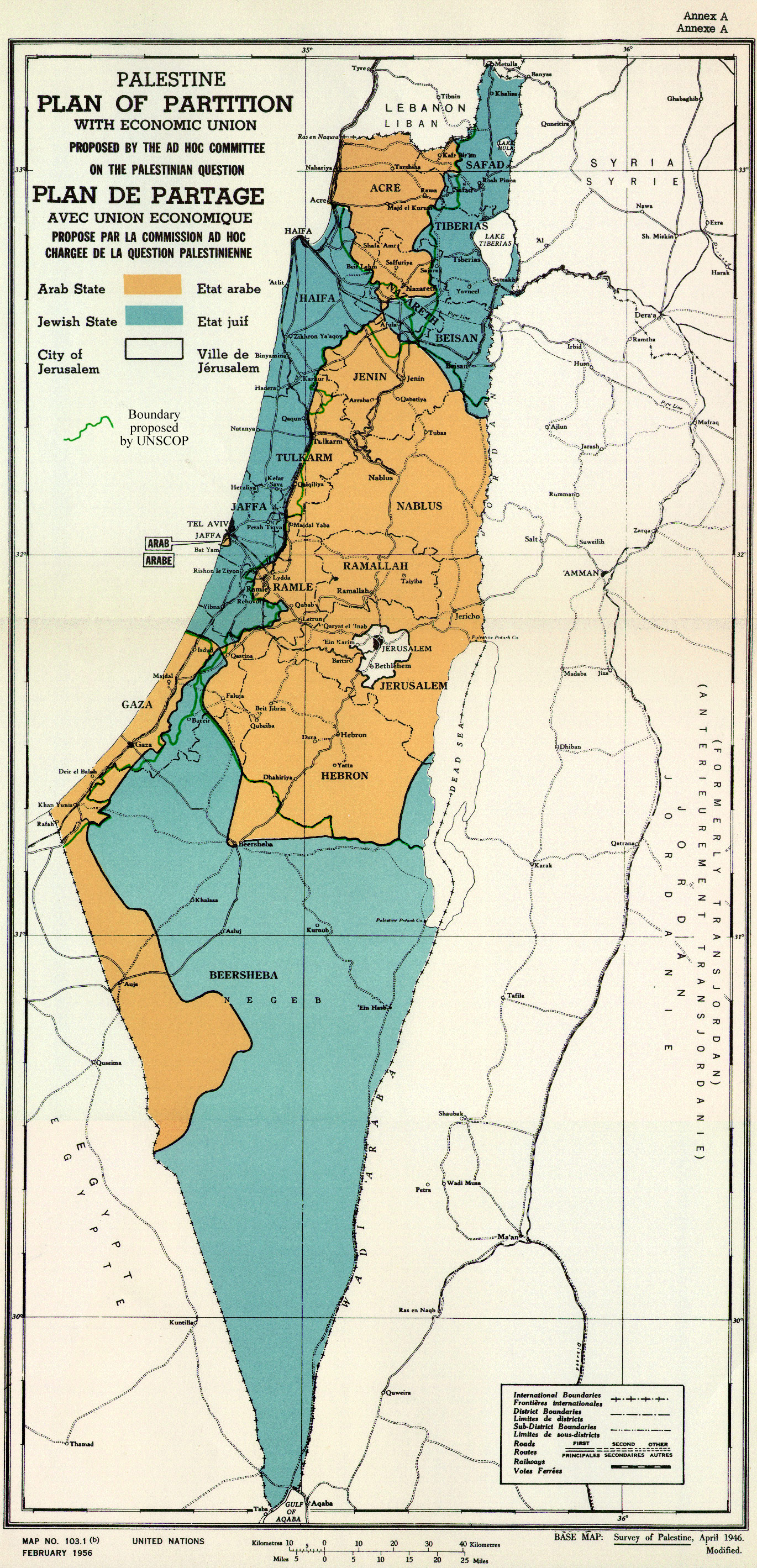
Az ENSZ felosztási terve 1947-ből (narancssárgával a leendő palesztin, kékkel az izraeli területek)

A Nakba gyökerei a cionisták Oszmán Birodalomhoz tartozó Palesztinába való megérkezéséig, illetve az területen történt földvásárlásaikig vezethetők vissza a 19. század végén. A cionisták zsidó államot kívántak létrehozni Palesztinában, minél több földterülettel, minél több zsidó lakossal és minél kevesebb palesztinai arabbal. Mikor a britek az első világháború alatt az 1917-es Balfour-nyilatkozatban hivatalosan is bejelentették, hogy támogatják a cionizmus törekvéseit, Palesztina lakossága körülbelül 750 000 fő volt, hozzávetőlegesen 94%-ban arabok és 6%-ban zsidók.
Az Oszmán Birodalom felosztása után, 1922-ben az Egyesült Királyság mandátumot kapott a Népszövetségtől a terület irányítására, és így létrejött a britek által uralt mandátumi Palesztina. Ekkorra a zsidó lakosság aránya mintegy 10%-ra nőtt. Mind a Balfour-nyilatkozat, mind a Palesztinára vonatkozó Népszövetség-mandátum a 90%-os arab lakosságot mint „meglévő, nem zsidó közösségekként” említette.
A második világháborút és a holokausztot követően 1947 februárjában a britek kijelentették, hogy megszüntetik a mandátumot, és Palesztina jövőjének kérdését az újonnan létrehozott Egyesült Nemzetek Szervezete (ENSZ) elé terjesztik. 1947-ben létrehozták az ENSZ Palesztinával foglalkozó különbizottságát (UNSCOP), amely szeptemberben jelentést nyújtott be az ENSZ Közgyűlésének a terület felosztását javasolva. A palesztinok és az Arab Liga nagy része ellenezte a felosztást. A cionisták elfogadták a felosztást, de azt tervezték, hogy Izrael határait az ENSZ által kijelölt határokon túlra is kiterjesztik. 1947 őszén Izrael és Jordánia brit jóváhagyással titokban megállapodott arról, hogy a brit mandátum megszűnése után felosztják egymás között a Palesztinának kijelölt területeket.
1947. november 29-én a Közgyűlés elfogadta a 181 (II) határozatot – az ENSZ Palesztinára vonatkozó felosztási tervét. Ekkor az arabok a lakosság mintegy kétharmadát tették ki, és a földterület mintegy 90%-át birtokolták, míg a zsidók aránya a lakosság egynegyede és egyharmada között mozgott, és a földterület mintegy 7%-át birtokolták. Az ENSZ felosztási terve a földterület mintegy 55%-át jelölte ki Izraelnek, ahol mintegy 500.000 zsidó és 407.000-438.000 arab élt. Palesztinának a föld fennmaradó 45%-át osztották ki, ahol a lakosságot körülbelül 725.000-818.000 arab és 10.000 zsidó tette ki. Jeruzsálemet és Betlehemet nemzetközi irányítás alatt álló területnek (corpus separatum) szánták, ahol körülbelül 100 000 arab és 100 000 zsidó élt volna.
A felosztási tervet az azt ellenzők cionizmuspártinak tartották, mivel a terület 56%-át a zsidó államnak osztották ki, noha a palesztinai arab lakosság száma kétszerese volt a zsidó lakosságénak. A tervet a legtöbb palesztinai zsidó pozitívan fogadta, és a cionista vezetők, különösen Dávid Ben-Gúrión, taktikai lépésnek és az egész Palesztinára vonatkozó jövőbeli területi terjeszkedés ugródeszkájának tekintették azt. Az Arab Felsőbb Bizottság, az Arab Liga és más arab vezetők és kormányok elutasították a tervet, arra hivatkozva, hogy az arabok nemcsak a lakosság kétharmados többséget alkotják, de a földek többségét is birtokolják. Emellett jelezték, hogy nem hajlandóak elfogadni a területi felosztás semmilyen formáját, azzal érvelve, hogy az sérti az ENSZ Alapokmányában foglalt nemzeti önrendelkezési elveket, amelyek jogot biztosítanak az embereknek arra, hogy saját sorsukról döntsenek. Bejelentették, hogy minden szükséges intézkedést megtesznek a határozat végrehajtásának megakadályozása érdekében.

## Az 1948-as Nakba
Izraeli, palesztin és egyéb történészek között széles körű egyetértés van a főbb tényekről azzal kapcsolatban, hogy mi történt a Nakba során az 1948-as palesztinai háborúban.
Mintegy 750 000 palesztint – a későbbi Izrael Állam területén élő lakosság több mint 80%-át – űzték el vagy kényszerítettek menekülésre. 11 arab várost, és több mint 500 falut romboltak le vagy néptelenítettek el. Több tucatnyi mészárlás történt, melyek során palesztinok ezreit ölték meg. Több mint 10 esetet dokumentáltak, amikor palesztinokat erőszakoltak meg reguláris és irreguláris izraeli katonai erők, de ennél magasabb a vélelmezett esetek száma. Az izraeliek a pszichológiai hadviselés módszereit is alkalmazták, hogy megfélemlítsék és elűzték a palesztinokat. Ilyen módszerek voltak például a célzott erőszak, a suttogó propaganda, rádióműsorok sugárzása és a hangosbeszélőkkel ellátott autók használata. Izraeli katonák és civilek széles körben követtek el fosztogatásokat palesztin otthonokban, üzletekben, tanyákon, levéltárakban, illetve koboztak el műtárgyakat és könyveket.

### 1947. november–1948. május

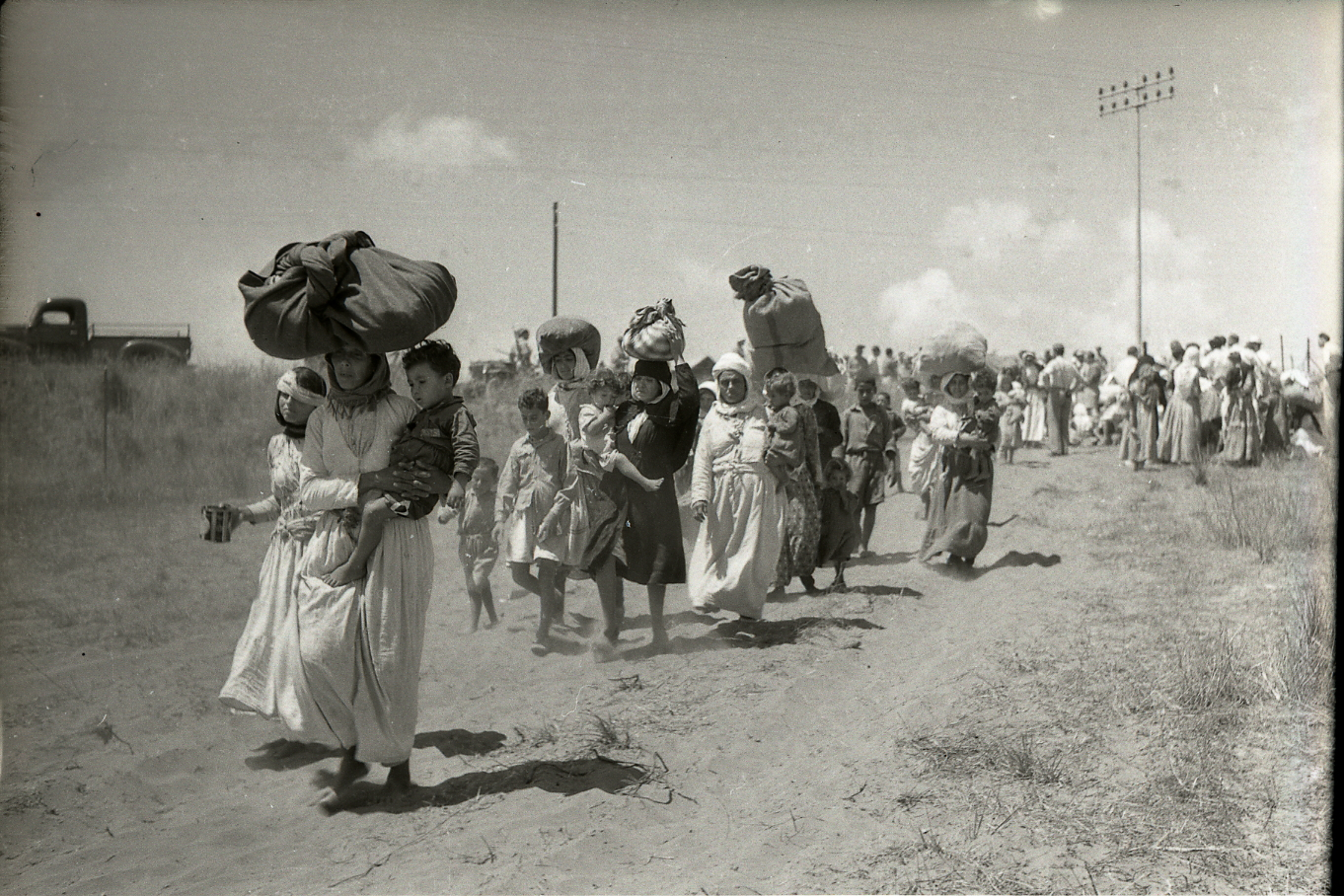
Tanturai nők és gyerekek kiűzése 1948-ban

A kisebb helyi összecsapások november 30-án kezdődtek, és 1948 márciusáig fokozatosan súlyosbodtak. A palesztinok már a konfliktus kirobbanása előtt menekülni kezdtek, abban bízva, hogy a háború után visszatérhetnek. A palesztinok lemészárlása és elűzése, valamint a falvaik lerombolása decemberben kezdődött, beleértve az al-Khisasban (1947. december 18.) és Balad al-Shaykh-ban (december 31.) történt mészárlásokat. Márciusra 70 000 és 100 000 közötti palesztint – főként a közép- és felsőosztálybeli városi elit tagjait – űztek el vagy kényszerítettek menekülésre.
1948 április elején az izraeliek elindították a Dalet-terv elnevezésű nagyszabású offenzívát, amelynek célja a földek elfoglalása és az ott lakó palesztinok kiűzése volt. Az offenzíva során Izrael elfoglalt és kiürített olyan területeket is, amelyeket az ENSZ felosztási határozata a palesztinoknak osztott ki. Több mint 200 falut pusztítottak el ebben az időszakban. A mészárlások és elűzések tovább folytatódtak, többek között Déir Jászinban (1948. április 9.). Számos nagyobb palesztin várost néptelenítettek el, köztük Tiberiást (április 18.), Haifát (április 23.), Akkót (május 6-18.), Szafedet (május 10.), Jaffát (május 13.). illetve Nyugat-Jeruzsálem arabok lakta negyedét (április 24.). Izrael áprilisban biológiai hadviselésbe kezdett, és megmérgezte egyes városok és falvak vízellátását. Májusban az egyik ilyen akció tífuszjárványt okozott Akkóban, egy másik, sikertelen kísérletet Gázában az egyiptomiak hiúsítottak meg.
Az palesztin veszteségek miatti heves közfelháborodás hatására, és arra törekedve, hogy az izraeli-jordániai alku ellensúlyozására palesztin területeket szerezzenek maguknak, az Arab Liga többi állama április végén-május elején úgy döntött, hogy a britek távozása után belépnek a háborúba. Az Arab Liga nemrégiben függetlenné vált államainak hadseregei azonban még mindig gyengék és felkészületlenek voltak a háborúra, és az Arab Liga egyik államának sem volt érdeke egy független palesztin állam létrehozása. Sem I. Abdullah, az expanzionista jordániai király, sem a britek nem akarták, hogy független palesztin állam jöjjön létre. Május 14-én a mandátum hivatalosan is véget ért, az utolsó brit csapatok is távoztak, és Izrael kikiáltotta függetlenségét. Ekkorra a palesztin társadalom lényegében megsemmisült, és több mint 300 000 palesztint űztek el vagy kényszerítettek menekülésre.

### 1948. május–1948. október

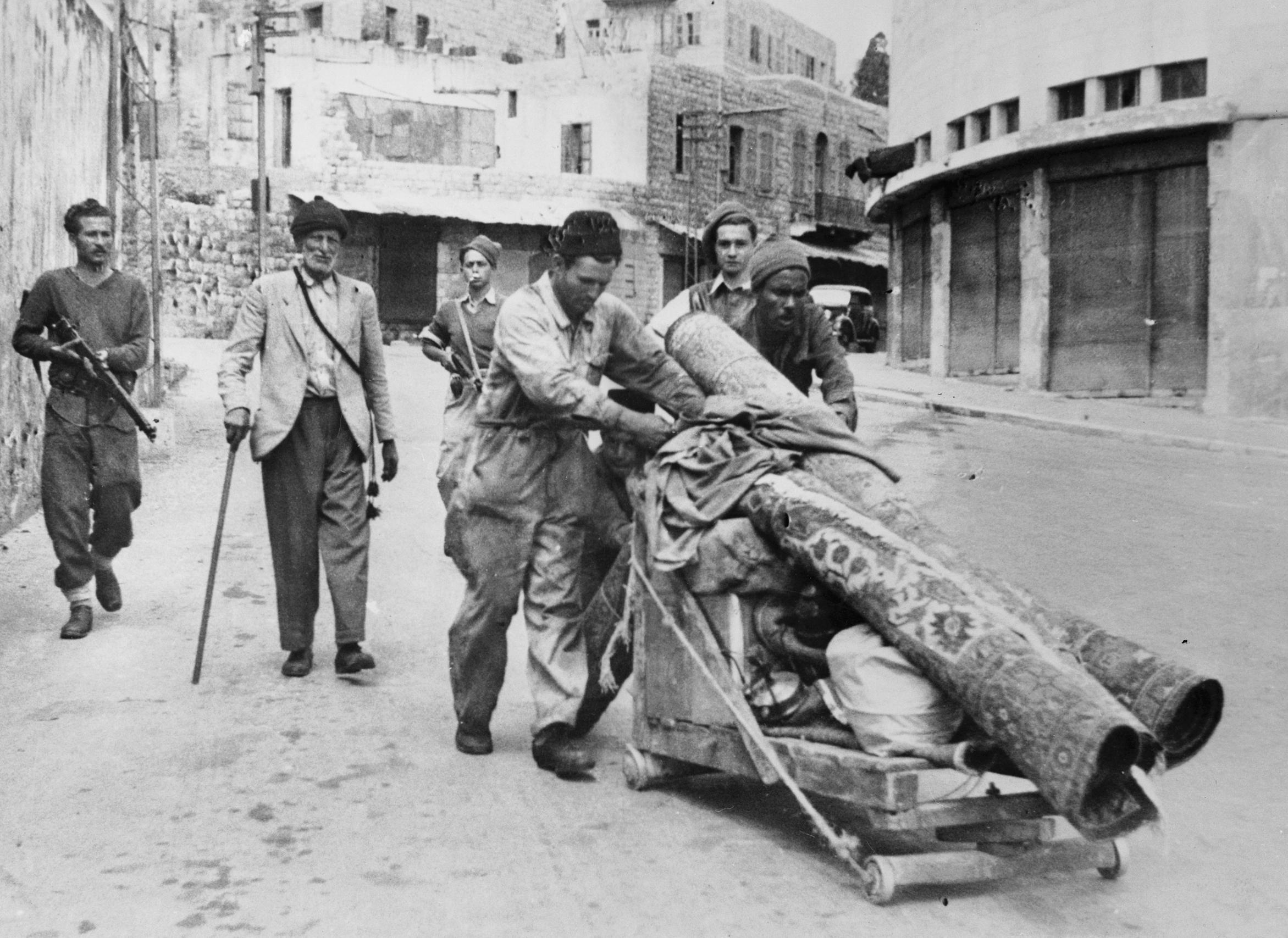
Palesztinok hagyják el Haifát, miközben a zsidó erők megérkeznek a városba.

Május 15-én az Arab Liga hadseregei bevonultak a volt palesztinai brit mandátum területére, mellyel kezdetét vette az 1948-as arab-izraeli háború, az 1948-as palesztinai háború második fele. Az addigi erőszakos történések nagy része a városi régiókban és azok környékén, a felosztott terület izraeli részén zajlottak, amikor a brit csapatok még jelen voltak. A mandátum megszűnésével Izrael további olyan területeket foglalt el, melyet az ENSZ felosztási terve alapján a palesztinoknak osztottak ki, és megszaporodtak a kitelepítések, a mészárlások, illetve további vidéki falvakat romboltak le. Ekkor történt a tanturai mészárlás is (május 22-23.).
Az első fegyverszünetet Izrael és az Arab Liga országai között június elején írták alá, és körülbelül egy hónapig tartott. 1948 nyarán Izrael megkezdte a visszatelepülés elleni intézkedéseket, hogy megakadályozza a palesztinok hazatérését. Egy Transzferbizottság koordinálta és felügyelte a palesztinok visszatérésének megakadályozására irányuló erőfeszítéseket, beleértve a falvak lerombolását, az arab falvak zsidó bevándorlókkal való betelepítését, a földek elkobzását és a visszatéréstől eltántorító propaganda terjesztését. Az első fegyverszünet után az Izrael és az arab államok között tíz napra kiújuló harcok alatt több mint 50 000 palesztint űztek ki Lodból és Ramlából (július 9-13.) Július közepén aláírtak egy második fegyverszünetet, amely októberig tartott. A két fegyverszünet alatt az izraeliek által "beszivárgónak" bélyegzett, otthonukba vagy termőföldjeikhez visszatérő palesztinokat megölték vagy elüldözték.

### 1948. október–1949. július
1948 őszén folytatódtak a kitelepítések, a mészárlások és az izraeli terjeszkedés. Ekkor történt Beér-Seva elnéptelenítése (október 21.), az al-dawayima-i mészárlás (október 29.), és a safsafi mészárlás (szintén október 29.) is. Októberben az Izraelben élő palesztin arabok felett kontrollt gyakorló rögtönzött katonai kormányzóságokat Izrael hivatalos katonai kormányzattá alakította át. Az ekkor felállított rendszer irányította a palesztinok életének szinte minden aspektusát, beleértve a kijárási tilalmakat, utazási, munkavállalási és egyéb gazdasági korlátozásokat, önkényes letartóztatásokat és egyéb büntetéseket, valamint a politikai ellenőrzést. A hadiállapot miatt bevezetett statárium elősegítette, hogy Izrael felkutassa, kiutasítsa vagy megölje a „beszivárgókat”, és ezzel megakadályozta, hogy a palesztinok újranépesítsék falvaikat.
Az Izrael és az arab államok közötti harcok nagy része 1948 telére véget ért. 1948. december 11-én az ENSZ elfogadta a 194. számú határozatot, amely kimondta, hogy a palesztinoknak joguk van visszatérni otthonaikba, és kártérítést kapni az elveszett vagy megrongált vagyonukért. A határozat egyúttal létrehozta az ENSZ Békéltető Bizottságát. A háborút hivatalosan lezáró fegyverszüneteket 1949 februárja és júliusa között írták alá, de a palesztinok lemészárlása és elűzése 1949-ben és azt követően is folytatódott.
A háború végére Palesztina részekre szakadt, a palesztinok pedig szétszóródtak. Izrael Palesztina mintegy 78%-át birtokolta, beleértve az ENSZ felosztási terve által Izraelnek juttatott 55%-ot és a palesztin állam számára kijelölt terület mintegy felét. A palesztinoknak kijelölt terület másik felét Ciszjordánia és a Gázai övezet tette ki, amelyeket Jordánia, illetve Egyiptom foglalt el. A főváros, amely az ENSZ-határozat szerint nemzetközi irányítás állt volna (corpus separatum), az Izrael által birtokolt Nyugat-Jeruzsálemre és a Jordánia által birtokolt Kelet-Jeruzsálemre  szakadt szét. Az immár kibővített határokkal rendelkező Izraelt 1949 májusában felvették az Egyesült Nemzetek Szervezetébe. Körülbelül 156 000 palesztin – köztük sok belső menekült – maradt katonai fennhatóság alatt Izraelben. A körülbelül 750 000 elűzött vagy otthonából elmenekült palesztin ezután menekülttáborokban élt Ciszjordániában, a Gázai övezetben, Jordániában, Szíriában és Libanonban. Egyiküket sem engedték hazatérni, és nem jött létre palesztin állam.

## Az 1948 utáni Nakba

### A statárium időszaka (1949–1966)
A Nakba a háború 1949-es befejezése után is folytatódott. Izrael megakadályozta az Izraelen kívüli palesztin menekültek visszatérését. Folyamatosan újabb palesztinokat űztek el, és több palesztin várost és falut leromboltak, a helyükön pedig új izraeli településeket hoztak létre. A palesztin helységneveket és magát a "Palesztina" nevet is eltávolították a térképekről és könyvekből.
A palesztinok ellen elkövetett mészárlások is folytatódtak. Az 1953-as kivjái mészárlásban 69 palesztint öltek meg. Néhány évvel később, az 1956-os szuezi válság első napján 49 palesztint öltek meg a Kafr Qasim-i mészárlásban.
Az izraeli palesztinok 1966-ig szigorú rendkívüli állapot (statárium) alatt maradtak.

### Naksa-korszak (1967–1986)
Az 1967-es hatnapos háború során palesztin menekültek százezreit űzték el Ciszjordániából, Gázából és Kelet-Jeruzsálemből. A legtöbbjüket Jordániába kényszerítették. Ez Naksa (a "visszaesés") néven vált ismertté. A háború után Izrael megszállta Ciszjordániát és a Gázai övezetet.
1976-ban, a libanoni polgárháborúban Tel al-Zaatar ostromakor mintegy kétezer palesztint öltek meg a Libanoni Front vezetésével.  Az 1982-es libanoni háborúban számos libanoni palesztin menekült halt meg vagy kényszerült lakóhelye elhagyására, köztük 800 és 3500 közötti palesztin, akik a szabra–satilai vérengzésben vesztették életüket.

### Az első intifáda óta (1987-től napjainkig)
Az első intifáda 1987-ben kezdődött és az 1993-as oslói egyezményig tartott. A második intifáda 2000-ben kezdődött. 2005-ben Izrael kivonult a Gázai övezetből és blokád alá vonta azt. Ciszjordániában és Kelet-Jeruzsálemben Izrael megépítette a ciszjordániai falat és palesztin enklávékat hozott létre.
2011-ben Izrael elfogadta a Nakba-törvényt, amely megtagadja az állami finanszírozást azoktól az intézményektől, amelyek megemlékeznek a Nakbára.
A 2023-as Izrael-Hamász háború követelte az 1948-as háború óta a legtöbb palesztin áldozatot, félelmet keltve a palesztin lakosságban, hogy a történelem megismétli önmagát. Ezek a félelmek csak fokozódtak, amikor Avi Dichter izraeli mezőgazdasági miniszter azt mondta, hogy a háború a "2023-as gázai Nakbával" fog végződni. Kijelentései miatt Dichtert Benjamin Netanjahu miniszterelnök megdorgálta.

## A Nakba összetevői
A Nakba magában foglalja a palesztinok erőszakos kitelepítését és jogfosztását, valamint társadalmuk, kultúrájuk, identitásuk, politikai jogaik és nemzeti törekvéseik elpusztítását.

### Kiszorítás

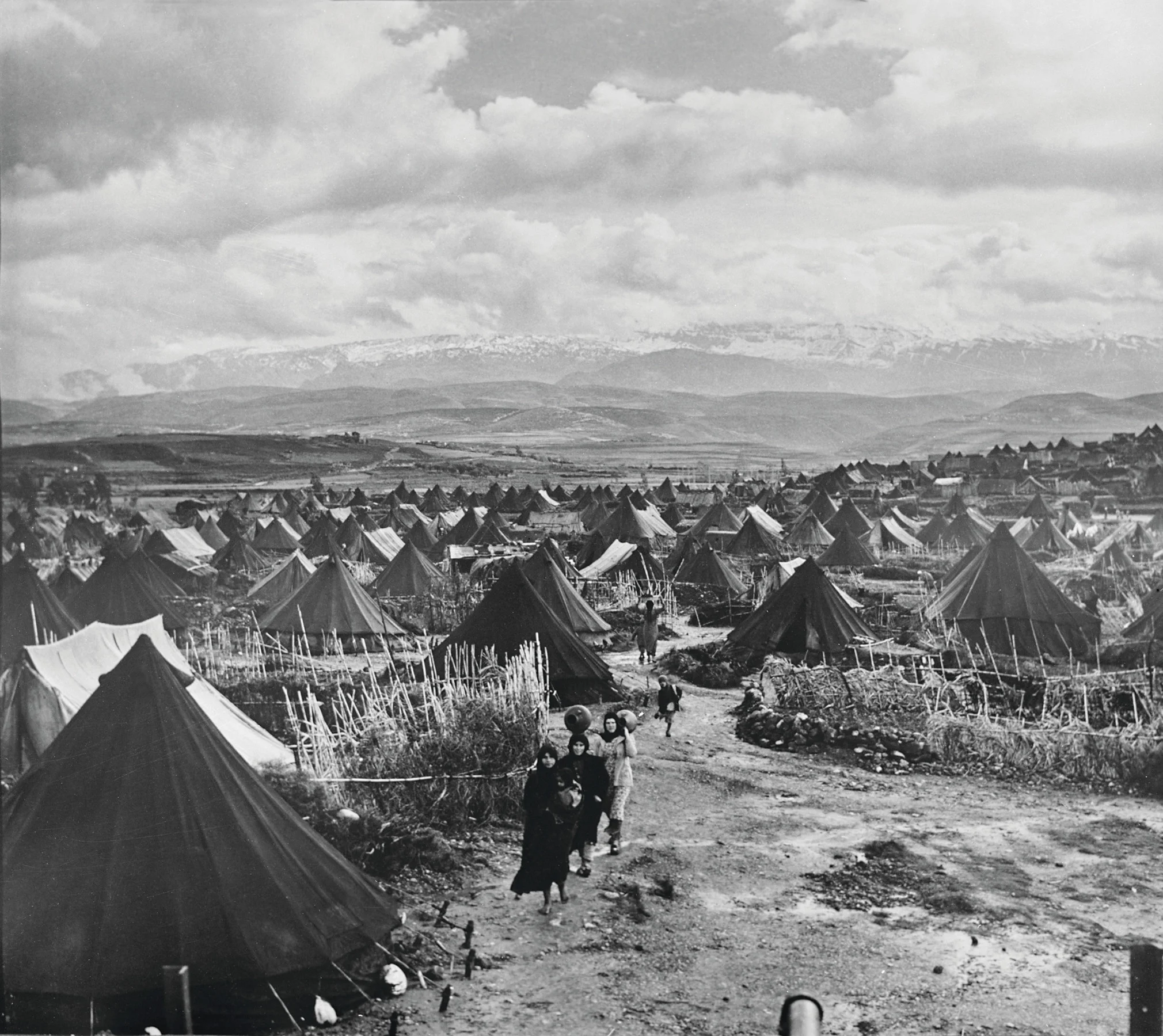
Palesztin menekülttábor Libanonban, 1952

Az 1947-49-es palesztin háború során a becslések szerint 750 000 palesztin menekült el vagy lett elűzve, ami a későbbi Izrael területén élő palesztinai arab lakosság mintegy 80%-át teszi ki. Csaknem a felük (több mint 300 000 palesztin) a független izraeli állam 1948. májusi megalapítása előtt menekült el vagy lett elűzve. Ezt az Arab Liga közbelépésének casus bellijeként tartják számon, mely kiváltotta az 1948-as arab-izraeli háborút.
Az Arab Liga főtitkárának az ENSZ főtitkárához intézett, az arab államok beavatkozását indokoló, 1948. május 15-i táviratának 10. b) pontja szerint "az arab lakosságból körülbelül több mint negyedmillióan kényszerültek arra, hogy elhagyják otthonukat és kivándoroljanak a szomszédos arab országokba". A háborút követő időszakban nagyszámú palesztin próbált visszatérni otthonába. Közülük Izrael 2700-5000 palesztint ölt meg, akiknek túlnyomó többsége fegyvertelen volt, és gazdasági vagy társadalmi okokból akart visszatérni.
A Nakbát számos tudós etnikai tisztogatásnak nevezi. Így vélekednek olyan palesztin akadémikusok, mint például Saleh Abd al-Jawad, Beshara Doumani, Rashid Khalidi, Adel Manna, Nur Masalha, Nadim Rouhana, Ahmad H. Sa'di és Areej Sabbagh-Khoury, illetve olyan izraeli kutatók, mint Alon Confino, Amos Goldberg, Baruch Kimmerling, Ronit Lentin, Ilan Pappé és Yehouda Shenhav, és olyan külföldi kutatók, mint Abigail Bakan, Elias Khoury, Mark Levene, Derek Penslar, és Patrick Wolfe és több más kutató.
Mások, mint Yoav Gelber, Benny Morris, és Seth J. Frantzman, nem értenek egyet azzal, hogy a Nakba etnikai tisztogatásnak minősül. Morris 2016-ban elutasította az "etnikai tisztogatás" jelzőt 1948-ra vonatkozóan, és azt is kijelentette, hogy a "részleges etnikai tisztogatás" is kétes leírás. 2004-ben Morris úgy nyilatkozott, hogy voltak "olyan körülmények a történelemben, amelyek igazolják az etnikai tisztogatást ...". Szükség volt a hátország megtisztítására ... [a 'megtisztítás’ volt ] a kifejezés, amit akkoriban használtak ... nem volt más választás, mint a palesztin lakosság kiűzése"; Morris szerint ez az arabok "részleges" kiűzését eredményezte.
Más tudósok az "etnikai tisztogatás” fogalmától eltérő fogalmi kereteket használnak: Richard Bessel és Claudia Haake például az "erőszakos eltávolítást", Alon Confino pedig a "kényszermigrációt".
Ugyanakkor az Izraelben maradt palesztinok közül sokan belső menekültekké váltak. 1950-ben az UNRWA becslése szerint az 1949-es fegyverszüneti megállapodásokban Izraelként kijelölt területen belül maradt 156 000 palesztin közül 46 000-en voltak belső menekültek. 2003-ban mintegy 274 000 izraeli arab állampolgár – vagyis minden negyedik izraeli lakos – volt belső menekült az 1948-as események eredményeképp.

### Megfosztás és eltörlés

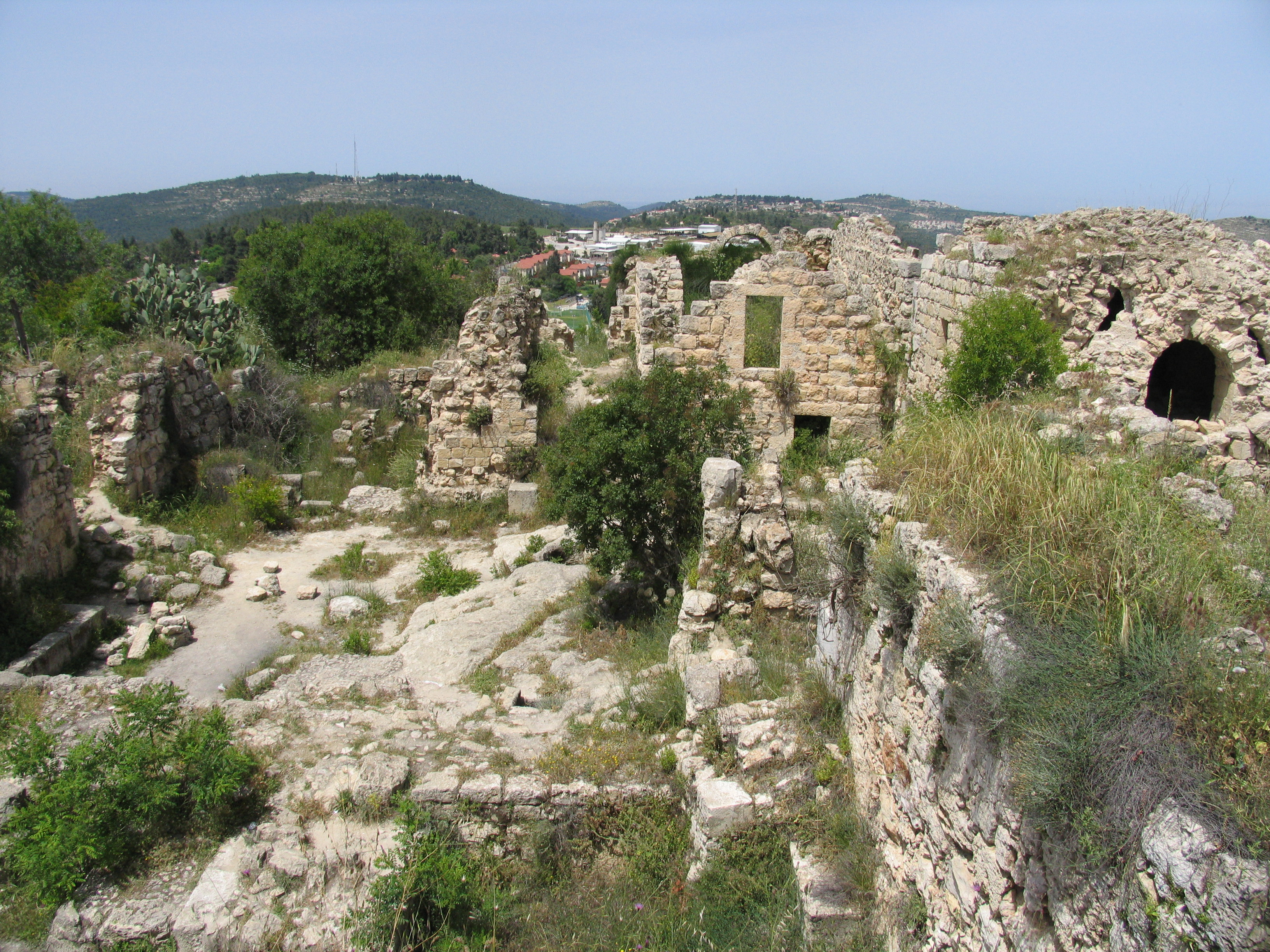
A palesztin Suba falu romjai Jeruzsálem közelében, háttérben a Zova kibuccal, amelyet a falu területén hoztak létre.

Az ENSZ 1947-es felosztási terve Palesztina 56%-át a leendő zsidó államnak rendelte, míg a palesztin többség (66%) a terület 44%-át kapta volna meg. A leendő zsidó államban a földterület 80%-a már palesztin tulajdonban volt; 11%-nak volt zsidó tulajdonjoga. Az 1947-1949-es háború előtt, alatt és után palesztin városok és falvak százait néptelenítették és pusztították el. Az ország egész területén eltörölték a korábbi földrajzi neveket, és héber nevekkel helyettesítették azokat. Ezek néha a történelmi palesztin elnevezésekből származtak, néha pedig új névalkotások voltak. Számos nem zsidó történelmi emlékhelyet semmisítettek meg, nemcsak a háborúk alatt, hanem az azt követő több évtizedes folyamat során is. Például a palesztin falusi mecsetek több mint 80%-át lerombolták, és múzeumi, levéltári műtárgyakat távolítottak el.
Izraelben számos törvényt hirdettek ki a palesztin földek kisajátításának legalizálására.

### Hontalanság és az állampolgárság megfosztása
A palesztin hontalanság (saját állami nélküliség) élményének létrejötte a Nakba központi eleme, és a mai napig a palesztin nemzeti élet egyik jellemzője. A Nakba következtében minden arab palesztin azonnal hontalanná vált, bár néhányan más nemzetiséget vettek fel. 1948 után a palesztinok megszűntek egyszerűen palesztinnak lenni: ehelyett izraeli-palesztinokká, kelet-jeruzsálemi palesztinokká, UNRWA-palesztinokká, ciszjordániai palesztinokká és gázai palesztinokká váltak, különböző jogállással és korlátozásokkal. Mellettük ott volt még a szélesebb palesztin diaszpóra, akik a történelmi Palesztinán és a menekülttáborokon kívül tudtak letelepedni.
Az 1952. július 14-én elfogadott első izraeli állampolgársági törvény megfosztotta a palesztinokat az állampolgárságtól (denacionalizálta őket). A törvény a korábbi palesztin állampolgárságot megfogalmazása szerint "tartalmatlanná", "nem kielégítővé és az Izrael megalakulása utáni helyzetnek nem megfelelővé" nyilvánította..

### A társadalom széttöredezése
A Nakba volt a palesztin diaszpóra kialakulásának elsődleges oka. miközben Izrael létrejött, mint a zsidók hazája, a palesztinok "menekült nemzetté" váltak, "vándorló identitással". Ma a 13,7 millió palesztin többsége a diaszpórához tartozik, azaz a palesztinai brit mandátum történelmi területén kívül él, elsősorban az arab világ más országaiban. Az ENSZ palesztin menekültügyekkel foglalkozó szervezet, az UNRWA által nyilvántartott 6,2 millió embernek mintegy 40%-a Ciszjordániában és Gázában, 60%-a pedig a diaszpórában él. A diaszpórában élő menekültek nagy része nem integrálódott a befogadó országba, amint azt a Libanonban élő palesztinok körüli feszültség vagy az 1990-91-es kuvaiti palesztin exodus is mutatja.
Ezek a tényezők a szenvedés élménye köré szerveződő palesztin identitást eredményeztek, míg a palesztinok deterritorializációja egyesítő tényezőt és közös fókuszt teremtett az elveszett hazába való visszatérés utáni vággyal kapcsolatban.

## Hosszú távú következmények és a "folyamatos Nakba"
A Nakba legfontosabb, palesztinokat érintő hosszú távú következményei szülőföldjük elvesztése, nemzeti közösségük széttöredezése és marginalizálódása, valamint a hontalan néppé válás voltak.
Az 1990-es évek vége óta a "folyamatos Nakba" (arabul: النکبةة, latin betűs átírásban: al-nakba al-mustamirra) kifejezés is használatban van, mely a palesztin nép által átélt "folyamatos erőszak és jogfosztottság" leírására született.  Ennek a kifejezésnek a célja, hogy a Nakbát ne egy egyszeri 1948-as eseményként, hanem egy jelenleg is zajló folyamatként értelmezzük.

## Terminológia
A Nakba kifejezést először Constantin Zureiq, a Bejrúti Amerikai Egyetem történészprofesszora alkalmazta az 1948-as eseményekre az ugyanabban az évben megjelent, Ma'na an-Nakba (A katasztrófa jelentése) című könyvében. Zureiq azt írta, hogy "a Nakba tragikus volta azzal függ össze, hogy ez nem egy megszokott szerencsétlenség vagy egy átmeneti rossz, hanem  az arabok hosszú történelmük során valaha is megtapasztaltak közül az egyik legnehezebb, a szó szoros értelmében vett katasztrófa". 1948 előtt az arabok 1920-ra hivatkoztak a "katasztrófa évként", amikor az európai gyarmatosító hatalmak az általuk kijelölt határok mentén felosztották az Oszmán Birodalmat egy sor különálló államra.
A szót egy évvel később a palesztin költő, Burhan al-Deen al-Abushi használta ismét. Zureiq tanítványai 1952-ben megalapították az Arab Nacionalista Mozgalomm elnevezésű csoportot, mely az egyik első palesztin politikai mozgalom volt a Nakbát követően. Az 1958 és 1960 között megjelent, Al-Nakba: Nakbat Bayt al-Maqdis Wal-Firdaws al-Mafqud (A katasztrófa: Jeruzsálem katasztrófája és az elveszett paradicsom) című hatkötetes enciklopédiában Aref al-Aref a következőket írta: "Hogyan is nevezhetném másnak, mint Nakbának ["katasztrófának"]? A katasztrófa [Nakba] során általánosságban mint arab nép, de különösen mint palesztinok, az évszázadok során egyszer sem tapasztalt szerencsétlenséggel szembesültünk: hazánkat lepecsételték, [kiűztek] minket hazánkból, és sok szeretett fiunkat elvesztettük." 1955-ben írt Sir al Nakba (A katasztrófa mögött rejlő titok) című könyvének címében Muhammad Nimr al-Hawari szintén a Nakba kifejezést használta. A kifejezés használata az idők során többször átalakult.
Kezdetben nem volt általános a Nakba kifejezés használata a palesztinok körében. Például 1948 után a libanoni palesztin menekültek sok éven át kerülték, sőt aktívan ellenezték a kifejezés használatát, mert az az véglegesség érzetét kölcsönzte egy általuk ideiglenesnek tekintett helyzetnek, és gyakran ragaszkodtak ahhoz, hogy "visszatérőknek" nevezzék őket. Az 1950-es és 1960-as években az 1948-as események leírására olyan kifejezéseket használtak, mint az al-'ightiṣāb ("az erőszak"), vagy ennél is eufemisztikusabban fogalmaztak, például al-'aḥdāth ("az események"), al-hijra ("az exodus") és lammā sharnā wa-tla'nā ("amikor befeketítettük az arcunkat és elmentünk"). A Nakba-narratívákat a Palesztin Felszabadítási Szervezet libanoni vezetése is kerülte az 1970-es években, és inkább a forradalom és megújulás narratíváját részesítették előnyben. A libanoni menekülteket képviselő szervezetek az 1990-es években ismét a Nakba fogalmának használatára hajlottak, mivel úgy vélték, hogy a tárgyalások során a menekültek joga a visszatéréshez becserélhetővé válhat a palesztin államiságra, és egyértelmű üzenetet akartak küldeni a nemzetközi közösségnek azzal kapcsolatban, hogy ez a jog nem lehet alku tárgya.

## Nemzeti narratívák

### Palesztin nemzeti narratíva
A palesztin nemzeti narratíva a Nakba következményeit meghatározó traumának tekinti, mely meghatározza a nemzeti, politikai és erkölcsi törekvéseket és a palesztin identitást. A palesztin nép az áldozatiság nemzeti identitását alakította ki, amelynek része országuk elvesztése az 1948-as háború során. A palesztin nézőpont szerint népüknek szabadságukkal, vagyonukkal és testükkel kellett megfizetniük az Európában elkövetett holokausztot valódi felelősök helyett.
Shmuel Trigano a Jeruzsálemi Közügyi Központ által kiadott Jewish Political Studies Review című folyóiratban megjelent írásában a Nakba-narratíva fejlődését három szakaszra bontja. Kezdetben a Nakba a palesztinokat az Izrael megalakulása miatt elüldözött áldozatként ábrázolta, melynek célja az volt, hogy helyet teremtsenek a zsidó bevándorlóknak. A következő szakaszban a hatnapos háború olyan keretezést kapott, mely szerint a palesztin földeket Izrael gyarmatosítátta, ami a gyarmatosítás ellenes érzelmekhez közelítette a palesztinok helyzetét. Az utolsó szakasz a holokauszt emlékeit mozgósítva apartheiddel vádolta Izraelt, rezonálva a holokauszt miatti érzett nyugati bűntudatra. Trigano szerint ezek a változó értelmezések figyelmen kívül hagyják az olyan összetett történelmi tényezőket, mint az Izrael felszámolására tett sikertelen kísérletek, a vitatott területi igények és a zsidó menekültek arab nemzetekből történő kitelepítése.

### Izraeli nemzeti narratíva
Az izraeli nemzeti narratíva elutasítja az 1948-as évet Nakbaként történő értelmezést, és  ehelyett függetlenségi háborúnak tekinti azt, amely megalapozta Izrael államiságát és szuverenitását. Ezen narratíva az 1948-as eseményeket a cionista mozgalom és a zsidó nemzeti törekvések csúcspontjaként értelmezi, ami a megszálló arab hadseregekkel szembeni katonai sikeret, fegyverszüneti megállapodásokat és Izrael legitimitásának elismerését eredményezte az ENSZ által. E narratíva, bár részben elismeri az izraeli felelősséget a palesztin menekültválság bizonyos elemeiért – melyet olyan történészek is dokumentáltak, mint Benny Morris –, ezeket a nehéz háborús körülmények között állammá váló Izrael kontextusában helyezi el. Az 1948-as háborút és annak kimenetelét a palesztin perspektívához hasonlóan meghatározó eseményként fogja fel – a zsidók évszázados szenvedése utáni igazságtételeként és megváltásaként, valamint a diaszpóra felszámolásának, kulcsfontosságú lépéseként.
E narratíva szerint a palesztinai arabok önként menekültek el otthonukból a háború alatt az arab vezetők bátorítására, akik azt mondták a palesztinoknak, ideiglenesen evakuálják őket, hogy az arab hadseregek elpusztíthassák Izraelt, majd a háború elvesztése után megtagadták a beilleszkedésüket. Ez a nézőpont szembeállítja az Izrael által befogadott zsidó menekülteket az arab országok által hontalanul tartott palesztin menekültekkel mint politikai bábukkal. A palesztin narratívával ellentétben az arab falvak elnéptelenedéséről és a palesztin otthonok lerombolásáról szóló állításokat a mainstream izraeli narratíva nem ismeri el, és jellemzően olyan kifejezéseket használ, mint az "elhagyott" ingatlanok és a "lakosságcsere", nem pedig az "elkobzott" vagy "elűzött".

## Izraeli jogi intézkedések
Izraeli kormányhivatalnokok többször "arab hazugságként" vagy a terrorizmus igazolására használt fogalomként hivatkoztak a Nakbára. 2009-ben az izraeli oktatási minisztérium megtiltotta a "nakba" kifejezés használatát az arab gyerekeknek szóló tankönyvekben.
2009 májusában a Yisrael Beiteinu nevű párt olyan törvényjavaslatot terjesztett elő, amely betiltana minden Nakbára vonatkozó megemlékezést, három év börtönbüntetéssel sújtva azokat. A nyilvános bírálatokat követően a törvénytervezetet módosították, a börtönbüntetést eltörölték; ehelyett a pénzügyminiszter hatáskörébe kerülne az állami támogatás csökkentése azon izraeli intézmények esetében, amelyek "gyásznapként emlékeznek meg a függetlenség vagy az államalapítás napjáról". Az új tervezetet a az izraeli parlament, a Kneszet 2011 márciusában hagyta jóvá, és Nakba-törvény néven vált ismertté. 2023-ban, miután az ENSZ május 15-ét Nakba-emléknapnak nyilvánította, Gilad Erdan, Izraeli ENSZ-nagykövete antiszemitának nevezte az intézkedést. Az új törvény végrehajtásása akaratlanul is elősegítette, hogy az izraeli társadalomban több ember legyen tisztába azzal, hogy mit jelent a Nakba.

## A Nakba tagadása
A Nakba tagadása központi szerepet játszik az 1948-al kapcsolatos cionista narratívákban. A "Nakba-tagadás" kifejezést 1998-ban használta Steve Niva, a Middle East Report szerkesztője, annak leírása közben, ahogyan az 1948-as online narratívák versengtek egymással az internet korai napjaiban. A 21. században a kifejezést aktivisták és tudósok kezdték használni olyan narratívák leírására, amelyek relativizálták vagy tagadták a kiűzetés és az azt követő események történéseit.  Az ilyen narratívák különösen jellemzik az izraeli és nyugati történetírást a kései 1980-as éveket megelőzöen, amikortól az "új történészek" elkezdték felülvizsgálni és újraírni Izrael történelmét.
A Nakba-tagadást többen még mindig elterjedtnek tekintik mind az izraeli, mind az amerikai diskurzusban, és az arabellenes rasszizmushoz kapcsolódó különböző toposzokhoz kötik azt.
2023 májusában, a Nakba 75. évfordulóját követően Mahmúd Abbász palesztin elnök két év börtönnel büntethető bűncselekménynek nyilvánította az 1948-as kiűzetés tagadását.

## Nemzetközi állásfoglalások
2024. május 17-én az ENSZ másodszor emlékezett meg a palesztin Nakbáról, és felszólította a nemzetközi közösséget, hogy fokozzák az izraeli megszállás megszüntetésére irányuló erőfeszítéseiket. Továbbá sor került egy “1948-2024: A tovább folytatódó palesztin Nakba" című rendezvényre is.

## Történetírás
Avraham Sela és Alon Kadish állítása szerint a Nakba palesztin nemzeti emlékezete az idők során átalakult, és úgy rekonstruálta az 1948-as eseményeket, hogy azok a mai palesztin nemzeti követeléseket szolgálják. Azt állítják, hogy a Nakba palesztin történetírása hajlamos "teljesen figyelmen kívül hagyni" az arab irreguláris és önkéntes erők támadásait a Jisuv ellen, kisebbítve a palesztin vezetők szerepét az 1948-as háborúhoz és vereséghez vezető eseményekben.
Elias Khoury szerint Edward Said művei fontosak voltak ahhoz, hogy a Nakba "radikálisan új megközelítést" kapjon a fogalom olyan korábbi alkalmazásaihoz képest, mint Zureiq-é, melyek a "a természeti katasztrófa konnotációját” viselték magukon, és így "mentesítették a a palesztin vezetést és az arab kormányokat a vereségért való közvetlen felelősségvállalás alól"

## A filmekben és az irodalomban
Jordánia  Darin J. Sallam Nakbáról szóló Farha című filmjét nevezte a 2023-as Oscar-díj nemzetközi játékfilm kategóriájában. Erre válaszul Avigdor Lieberman izraeli pénzügyminiszter elrendelte, hogy az államkincstár vonja vissza a jaffai Al Saraya Színház állami támogatását, ahol a filmet tervezték vetíteni.

## Múzeumok
Az Al Qarara Kulturális Múzeumban volt látható egy gyűjtemény a Nakba előtti ékszerekből. Egy izraeli támadás okozta robbanás következtében 2023 októberében a gyűjtemény megsemmisült.

## Fordítás
- Ez a szócikk részben vagy egészben  a   Nakba című angol Wikipédia-szócikk ezen változatának fordításán alapul.  Az eredeti cikk szerkesztőit annak laptörténete sorolja fel. Ez a jelzés csupán a megfogalmazás eredetét és a szerzői jogokat jelzi, nem szolgál a cikkben szereplő információk forrásmegjelöléseként.